# Carniella orites
Carniella orites är en spindelart som beskrevs av Knoflach 1996. Carniella orites ingår i släktet Carniella och familjen klotspindlar.
Artens utbredningsområde är Thailand. Inga underarter finns listade.